# Beernt Proys

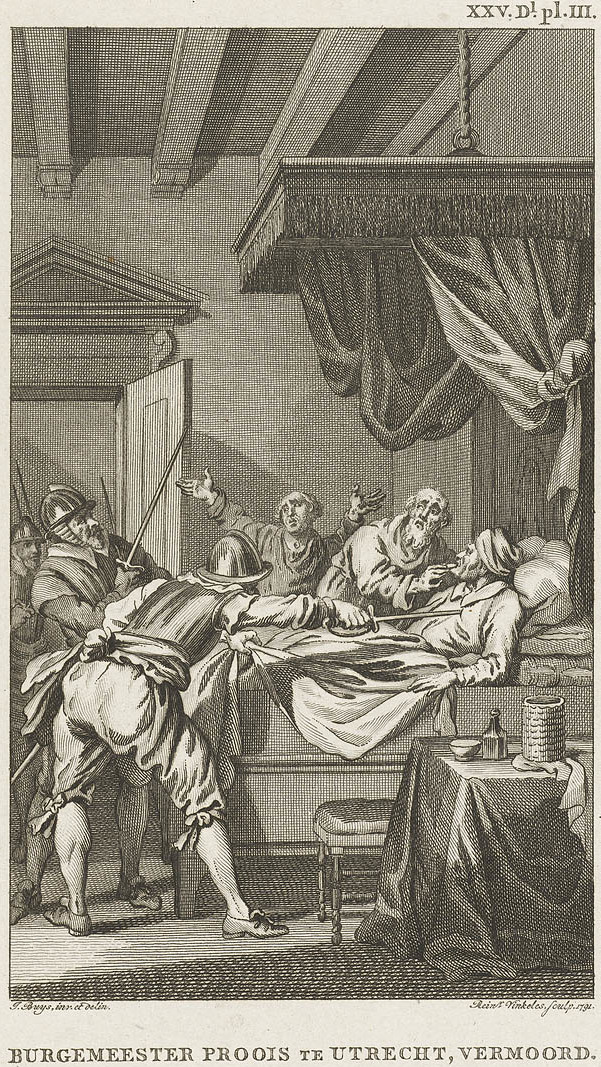
18e-eeuwse voorstelling van Reinier Vinkeles en Jacobus Buys met de moord op Proys.

Beernt Proys (circa 1354, onbekend - 21 augustus 1425, Utrecht) was een laatmiddeleeuwse burgemeester in de Nederlandse stad Utrecht.

## Biografie
Proys was afkomstig uit een Utrechtse patriciërsfamilie met machtige leden die belangrijke posities innamen. Zijn achternaam wordt ook wel gespeld als Proois, Proeijs of Proeys, zijn voornaam als Berend of Berent. Deze Beernt Proys dient niet verward te worden met de Beernt Proeijs die in 1484 burgemeester van Utrecht was. Hoewel de achternaam kan doen vermoeden dat de familie uit Pruisen (Duits: Preussen, uitgesproken als 'Proisen') in Noord-Duitsland afkomstig is, stamde Beernt af van het Zuid-Duitse adelsgeslacht Von Preysing uit het Beierse Langenpreising. Beernt Proys zou in 1384 voor de eerste maal schepen zijn, waarna hij van 1389 tot 1410 schout was. Hij had in de stad Utrecht diverse panden in zijn bezit, waaronder het stadskasteel Proeysenburch aan de Oudegracht, en daarbuiten een aantal stukken land. Gaandeweg het eerste kwart van de 15e eeuw zou Proys tevens meermaals burgemeester van Utrecht worden in een tijd van grote turbulente stadspolitiek, waarin de nasleep van de Arkelse Oorlogen meespeelde en problematische aanvaardingen van Utrechtse bisschoppen. 
Tegen 1425 gingen de Proysen een factie vormen met de Lichtenbergers (zie ook huis Lichtenberg). De tegenhanger van deze factie waren de Lokhorsten, waarvan inmiddels een aantal leden was verbannen. Ook gilden(leden) kozen partij in een van deze facties. 
In 1425 werd Proys wederom burgemeester. Op 21 augustus van dat jaar gingen leden van het Vleeshouwersgilde op pad in de strijd om de macht. Een aantal slagers begaf zich naar Proys' huis aan de Oudegracht en vermoordde hem in zijn ziekbed. Ook Proys' collega Willem van Winssen kwam op soortgelijke wijze om het leven. Het vleeshuis van de Vleeshouwers was in die tijd bij het Utrechtse stadhuis gelegen en gezien hun werkzaamheden was bepaald dat de leden van dit gilde als enigen met lange messen door de stad mochten.
De even daarvoor na een opvolgingsstrijd aangetreden bisschop Zweder van Culemborg liet de zaak op zijn beloop en de moordenaars werden niet vervolgd. De bisschop werd daarop de stad uitgejaagd, wat weer tot kerkelijk strafmaatregelen leidde. Uiteindelijk werd wel besloten dat het oude vleeshuis gesloten diende te worden en opgesplitst op twee verder gelegen locaties moest komen: het Grote Vleeshuis aan de Voorstraat en in 1432 de Kleine Vleeshal aan de Lange Nieuwstraat. Daarbij werd bepaald dat het slagersgilde opgeheven werd en de leden over de andere Utrechtse gilden verdeeld moesten worden. De Proysen zouden nog tot omstreeks 1470 een dominerende positie innemen in de stadspolitiek en opgevolgd worden door de Zoudenbalchs.